# Las Salinas, Atoyac de Álvarez
Las Salinas är en ort i Mexiko.   Den ligger i kommunen Atoyac de Álvarez och delstaten Guerrero, i den södra delen av landet, 290 km sydväst om huvudstaden Mexico City. Las Salinas ligger 29 meter över havet och antalet invånare är 260.
Terrängen runt Las Salinas är platt åt sydväst, men åt nordost är den kuperad. Runt Las Salinas är det ganska glesbefolkat, med 47 invånare per kvadratkilometer. Närmaste större samhälle är Atoyac de Álvarez, 10,4 km nordväst om Las Salinas. Trakten runt Las Salinas består huvudsakligen av våtmarker.